# Nati nel 1941/Senza giorno specificato
| Questa pagina contiene informazioni ricavate automaticamente dalle voci biografiche con l'ausilio del template Bio e di un bot. L'aggiornamento è periodico e automatico e ricostruisce completamente la pagina. Se manca una persona in questa lista, sei pregato di non aggiungerla, ma accertati piuttosto che la sua voce biografica contenga il template Bio e che i dati anagrafici siano correttamente compilati. Se il template Bio manca, inseriscilo tu stesso o, in alternativa, metti l'avviso {{tmp\|Bio}} che ne segnala la mancanza. Se i dati riportati sono sbagliati, correggi direttamente la voce biografica; le modifiche saranno visibili in questa lista entro pochi giorni. Per chiarimenti vedi il progetto biografie. La lista contiene solo le 110 persone che sono citate nell'enciclopedia e per le quali è stato implementato correttamente il template Bio. Pagina aggiornata al 10 ago 2025. |

- Jonathan Aaron, poeta statunitense
- Manuel Abaunza, ex calciatore nicaraguense
- Brahim Akhiat, scrittore e attivista berbero († 2018)
- Hamid Algabid, politico nigerino
- Osman Jama Ali, politico somalo
- Edward Altman, economista statunitense
- Safia Amajan, insegnante e attivista afghana († 2006)
- Malte Andersson, zoologo e ecologo svedese
- Bernard Andrès, compositore e arpista francese
- Bruno Aprea, direttore d'orchestra, pianista e direttore artistico italiano
- Giovanni Ardizzone, attivista e pacifista italiano († 1962)
- Sebastian Balfour, storico britannico
- Allal Ben Kassou, calciatore marocchino († 2013)
- Shlomo Ben Zeev, cestista israeliano († 1992)
- Giorgio Benacchio, chitarrista italiano
- Bianca Borsatti, poetessa italiana
- Maria Both, ex nuotatrice rumena
- Lorenzo Braccesi, storico italiano
- Elizabeth Burgos, antropologa, storica e scrittrice venezuelana
- Attilio Mauro Caproni, bibliografo italiano
- Bruno Casoni, direttore di coro italiano
- Elisabetta Catalano, fotografa italiana († 2015)
- Alberto Cevenini, attore italiano († 1975)
- Chen Kuiyuan, politico cinese
- Zygmunt Choreń, ingegnere navale polacco
- Ettore de Conciliis, pittore italiano
- Thomas B. Coughlin, ingegnere statunitense
- Christopher Date, informatico britannico
- David Novros, artista statunitense
- Yavuz Demir, cestista turco († 2006)
- Armando Di Natale, mafioso italiano († 1982)
- Earl Doherty, saggista canadese
- İlker Esel, cestista turco († 2024)
- Eduardo Estrella Aguirre, medico e botanico ecuadoriano († 1996)
- Annamaria Fassio, scrittrice italiana
- Jean-Michel Faure, vescovo francese
- Flanagan, attrice e modella inglese
- Rocky Gattellari, pugile australiano († 2023)
- Giancarlo Gazzani, compositore, arrangiatore e direttore d'orchestra italiano († 2023)
- Cesare Gigli, regista televisivo e paroliere italiano († 2018)
- Maurizio Graf, cantante italiano († 2019)
- Edwin Gräupl, educatore austriaco
- Nemer Hammad, diplomatico e giornalista palestinese († 2016)
- Itsuko Hasegawa, architetto giapponese
- Philip Hepburn, attore statunitense
- Ze'ev Herzog, archeologo israeliano
- Colin Hicks, cantante e chitarrista britannico
- Robert Hutsebaut, astronomo belga
- Renato Iacumin, scrittore, saggista e politico italiano († 2012)
- Giampiero Iatteri, astronomo italiano († 2004)
- Janie Jones, cantante britannica
- Ron Jones, insegnante statunitense
- Kunihiko Kasahara, artista giapponese
- Clarence Kelly, vescovo statunitense († 2023)
- Dennis King, giornalista statunitense
- Hiroshi Kinoshita, astronomo giapponese
- George R. Knight, insegnante e scrittore statunitense
- Ludovica Koch, germanista e traduttrice italiana († 1993)
- Oja Kodar, attrice, scrittrice e regista croata
- Anne Koedt, attivista statunitense
- Jacqueline Laurent, attrice canadese
- Shaun Lawton, attore, drammaturgo e poeta inglese
- Ugo Leonzio, scrittore e drammaturgo italiano († 2019)
- Álvaro López-García, astronomo spagnolo († 2019)
- Tadesse Mamecha, scultore etiope
- Giorgio Manacorda, scrittore, germanista e poeta italiano
- Toni Maraini, scrittrice, storica dell'arte e etnologa italiana
- Giuseppe Masi, storico italiano
- Elio Massagrande, terrorista italiano († 1999)
- Francisco Matias, ex calciatore portoghese
- Bou Meng, artista e scrittore cambogiano
- Muhammad Mustafa Mero, politico siriano († 2020)
- Abdel Wahed Ben Siamar Mimun, ex cestista marocchino
- Giorgia, cantante italiana
- Na Jeong-seon, cestista e allenatrice di pallacanestro sudcoreana († 2024)
- Suniti Namjoshi, poetessa e scrittrice britannica
- Lisi Natoli, scrittore e drammaturgo italiano († 2004)
- David Ohle, scrittore statunitense
- Heleno Oliveira, poeta brasiliano († 1995)
- Barry Otto, attore australiano
- Giancarlo Pauletto, critico d'arte e storico dell'arte italiano
- Andrew Pawley, linguista australiano
- Osvaldo Peredo, medico, guerrigliero e politico boliviano († 2021)
- Dolf Pouw, ex cestista olandese
- Janet Price, soprano gallese
- Gian Primo Quagliano, economista, giornalista e imprenditore italiano
- Eric Renner, fotografo statunitense († 2020)
- Tibor Resznecki, ex calciatore ungherese
- Elena Ricci Poccetto, scenografa italiana († 2018)
- Mario Ricco, fisico, inventore e ingegnere italiano
- Romano Felmang, fumettista italiano
- Julián Ríos, scrittore spagnolo
- Franco Scepi, artista e regista italiano
- Luisa Spinatelli, scenografa e costumista italiana
- Carlo Squillante, scrittore e umorista italiano
- Nanni Strada, designer italiana
- Erich Sturm, ex sciatore alpino e allenatore di sci alpino austriaco
- Gheorghe Săsărman, scrittore rumeno
- Bianca Tarozzi, poetessa e scrittrice italiana
- Márcia Theóphilo, poetessa brasiliana
- Paul Thoj Xyooj, beato laotiano († 1960)
- Carla Tolomeo, artista, pittrice e scultrice italiana
- József Tóth, cestista ungherese († 2014)
- Angela Venturoli, cantante italiana
- Victoria Vergara, mezzosoprano cileno
- Joseph Veverka, astronomo statunitense
- Sein Win, politico birmano
- Karel van Wolferen, giornalista e scrittore olandese
- Abd al-Ilah bin Sa'ud Al Sa'ud, principe, politico e diplomatico saudita († 2023)
- Fahd bin Abd Allah bin Mohammed Al Sa'ud, militare e politico saudita